# Aquiloeurycea quetzalanensis
La salamandra de Cuetzalan (Aquiloeurycea quetzalanensis) es una especie de anfibio caudado de la familia Plethodontidae. Es endémica de México. 
Su hábitat natural son los montanos húmedos. Está amenazada de extinción debido a la destrucción de su hábitat.